# Alo Bärengrub
Alo Bärengrub, född 12 februari 1984 i Kehtna i dåvarande Sovjetunionen, är en estnisk fotbollsspelare. Han spelade för det estniska landslaget mellan 2004 och 2014.

## Klubbkarriär
Alo Bärengrub spelade som 16-åring sin första a-lagsmatch för den estniska klubben Lelle 2000. Klubben spelade då i den estniska andradivisionen Esiliiga. Följande år gick han till FC Valga i samma division. Bärengrub blev ordinarie i sin nya klubb och följde med dem upp i estniska högstadivisionen Meistriliiga 2003. Efter fyra år i klubben värvades han till den estniska storklubben Flora Tallinn, vilka kom tvåa i estniska cupen 2006 och tvåa i Meistriliiga 2007. Efter 2008 års säsong lämnade han Estland och flyttade till norska tippeligaklubben Bodø/Glimt. Mellan 2011 och 2015 respresenterade han Nõmme Kalju och hjälpte dem att vinna Meistriliiga 2012. Han slutade spela professionellt efter säsongen 2015 men spelade mellan 2016 och 2021 för Raplamaa JK som tränas av landslagsvännen Enar Jääger.

## Internationell karriär
Bärengrub debuterade i landslaget 2004, och var ordinarie sedan 2007. Han spelade sin 48:e och sista landskamp mot Qatar den 27 december 2014.

## Meriter
- Valga
  - Esiliiga
    - Tvåa: 2001

- Flora Tallinn
  - Meistriliiga
    - Tvåa: 2007

  - Estniska cupen
    - Tvåa: 2006

  - Estniska supercupen: 2004
    - Tvåa: 2006

- Nõmme Kalju
  - Meistriliiga
    - Vinnare: 2012
    - Tvåa: 2011, 2013